# Le Poiré-sur-Velluire
Le Poiré-sur-Velluire är en kommun i departementet Vendée i regionen Pays de la Loire i västra Frankrike. Kommunen ligger i kantonen Fontenay-le-Comte som tillhör arrondissementet Fontenay-le-Comte. År 2018 hade Le Poiré-sur-Velluire 665 invånare.

## Befolkningsutveckling
Antalet invånare i kommunen Le Poiré-sur-Velluire
| Referens: INSEE |